# Ismenia prarensis
Ismenia prarensis är en tvåvingeart som beskrevs av Robineau-desvoidy 1863. Ismenia prarensis ingår i släktet Ismenia och familjen parasitflugor.
Artens utbredningsområde är Frankrike. Inga underarter finns listade i Catalogue of Life.